# Булдурта
Булдурта́ (каз. Бұлдырты) — село у складі Сиримського району Західноказахстанської області Казахстану. Адміністративний центр Булдуртинського сільського округу.
Населення — 1547 (2021; 1990 у 2009, 1990 у 1999, 2000 у 1989).